# Abortive Gasp
Abortive Gasp fue un dúo alemán de electro/industrial de Hamburgo, formado en 1987 por el cantante Tim Paal y el compositor Harry Luehr. A menudo contaban con el apoyo de varios músicos invitados.

## Historia
En su país de origen, la escena de la electronic body music e indie pop destacaron musicalmente por el alto grado de improvisación así como por el uso temprano del dub. Debido a su actitud apolítica, fueron controvertidos.
Los juicios de varios periodistas musicales, como Brian Duguid, sobre Abortive Gasp fueron cautelosamente positivos. Algunos de sus temas más conocidos, como "Church is empty" y "Psychgod", tuvieron una buena difusión en emisoras individuales de Estados Unidos, Bélgica y Australia.
En su fase final, la banda llamó la atención como telonera del grupo esloveno de música industrial 'Borghesia', con cuya actitud de artista elitista formaban un duro contraste.  
En diciembre de 1989, Abortive Gasp dio su último concierto en la discoteca 'Kir' de Altona.

## Miembros
- Tim Paal - vocalista
- Harry Luehr - programador

## Discografía

### Álbumes
- To Have The Second Crack (1988) cinta auto distribuida
- Raw Scent (1989) cinta auto distribuida
- Bullfrog (1989) Alternate Media Tapes
- A Fridge Fulla Bribes (1989) Harsh Reality Music[5]